# 打越領一
打越 領一（うちこし りょういち、1970年7月5日 ｰ ）は日本の音響監督、プロデューサーである。ACクリエイト所属。

## 経歴・人物
ACクリエイトの営業制作部にて多数の吹き替えをプロデュースする。その後は演出家として活動。
外画作品の吹き替え演出を多く手掛け「外国映画の日本語版制作においてはエキスパート」と評されることもある。一方で、『RWBY』などアニメーション作品の演出も行っている。
感情表現を声で付け加えすぎイメージを決めてしまうのが好きではないという。『RWBY』ではアニメでよくある「あ…」や「ん…」などの台詞を必要最低限に抑える演出にしたといい、「普通、人はそんな声出さないのに変だよな？と、違和感を感じていまして。僕はキャラクターの表情は、絵にあずけるほうが良いと思っています」「絵で描かれた表情を信頼したい」と語っている。

## 主な参加作品

### 日本語吹替版演出

#### 映画
- X-MENシリーズ
  - X-MEN:ファースト・ジェネレーション
  - X-MEN:フューチャー&パスト
  - デッドプール
  - X-MEN:アポカリプス
  - LOGAN/ローガン
  - デッドプール2
  - デッドプール2のおとぎばなし
  - X-MEN:ダーク・フェニックス

- マーベル・シネマティック・ユニバース
  - ブラック・ウィドウ
  - デッドプール&ウルヴァリン
  - サンダーボルツ*
  - ファンタスティック4:ファースト・ステップ

- 猿の惑星シリーズ
  - 猿の惑星: 創世記
  - 猿の惑星: 新世紀
  - 猿の惑星: 聖戦記
  - 猿の惑星/キングダム

- パシフィック・リムシリーズ
  - パシフィック・リム
  - パシフィック・リム: アップライジング

- 西遊記シリーズ
  - 西遊記〜はじまりのはじまり〜
  - 西遊記2〜妖怪の逆襲〜（中国語版）

- キングスマンシリーズ
  - キングスマン
  - キングスマン:ゴールデン・サークル
  - キングスマン:ファースト・エージェント

- MEG ザ・モンスターシリーズ
  - MEG ザ・モンスター
  - MEG ザ・モンスターズ2

- インディ・ジョーンズシリーズ
  - インディ・ジョーンズ/クリスタル・スカルの王国 ※日本テレビ版
  - インディ・ジョーンズと運命のダイヤル

- エノーラ・ホームズの事件簿シリーズ
  - エノーラ・ホームズの事件簿
  - エノーラ・ホームズの事件簿2

- アイ,ロボット（2004年、制作担当）
- ガーフィールド（2004年、制作担当）
- ノーウェアボーイ ひとりぼっちのあいつ（2011年）
- サラの鍵（2012年）
- グローリー・ショット 栄光への軌跡（2012年）
- ホワイトハウス・ダウン（2013年）
- パーシー・ジャクソンとオリンポスの神々/魔の海（2013年）
- ウォーキングwithダイナソー（2013年）
- イントゥ・ザ・ストーム（2014年）
- ナイト ミュージアム/エジプト王の秘密（2014年）
- ゾンビーワールドへようこそ（2015年）
- ファンタスティック・フォー（2015年）
- オデッセイ（2016年）
- ガルム・ウォーズ（2016年）
- インデペンデンス・デイ: リサージェンス（2016年）
- グレートウォール（2016年）
- ザ・マウンテン 決死のサバイバル21日間（2017年）
- ブライト（2017年）
- アサシン クリード（2018年）
- エイリアン: コヴェナント（2018年）
- KUBO/クボ 二本の弦の秘密（2018年）
- クローバーフィールド・パラドックス（2018年）
- バリー・シール/アメリカをはめた男（2018年）
- ランペイジ 巨獣大乱闘（2018年）
- シェイプ・オブ・ウォーター（2018年）
- ザ・プレデター（2018年）
- アースクエイクバード（2019年）
- アリータ: バトル・エンジェル（2019年）
- ボヘミアン・ラプソディ（2019年）
- アンダーウォーター（2019年）
- いつかはマイ・ベイビー（2019年）
- アマチュア（2018年）
- オーヴァーロード ※海外盤BD版（2018年）
- オペレーション・フィナーレ（2018年）
- アースクエイクバード（2019年）
- アイリッシュマン（2019年）
- STUBER/ストゥーバー（2019年）
- ターミネーター:ニュー・フェイト（2019年）
- トゥループ・ゼロ-夜空に恋したガールスカウト-（2019年）
- トリプル・フロンティア（2019年）
- ベラのワンダフル・ホーム（2019年）
- グレイハウンド（2020年）
- ナイン・デイズ（2020年）
- Mank/マンク（2020年）
- プロジェクト・パワー（2020年）
- ドント・ルック・アップ（2021年）
- アテナ（2022年）
- 運命のイタズラ（2022年）
- グレイマン（2022年）
- その道の向こうに（2022年）
- フォーリング・フォー・クリスマス（2022年）
- ヘル・レイザー（2022年）
- キラーズ・オブ・ザ・フラワームーン（2023年）
- キル・ボクスン（2023年）
- 金星で逢えたら（2023年）
- ヘンリー・シュガーのワンダフルな物語（2023年）
- ブラッド・アンド・ゴールド 黄金の血戦場（2023年）
- 屋根裏のアーネスト（2023年）
- ARGYLLE/アーガイル（2024年）
- シャーリー・チザム（2024年）
- 花嫁のママ（2024年）
- ルー パリで生まれた猫（2024年）
- バッドボーイズ RIDE OR DIE（2024年）
- 6888郵便大隊（2024年）

#### テレビドラマ
- SUITS/スーツ（2012年～2020年）
- ピーキー・ブラインダーズ（2013年～2022年）
- ナルコス（2015年-2017年）
- ディキンスン 〜若き女性詩人の憂鬱〜（2019年）
- ザ・ラウデスト・ボイス-アメリカを分断した男-（2020年）
- カウボーイビバップ（2021年）
- イーヴィル: 超常現象捜査ファイル（2022年 - ）
- ニュールック（2024年）
- マスターズ・オブ・ザ・エアー（2024年）
- アメリカ 夜明けの刻（2025年）